# Bouzouki

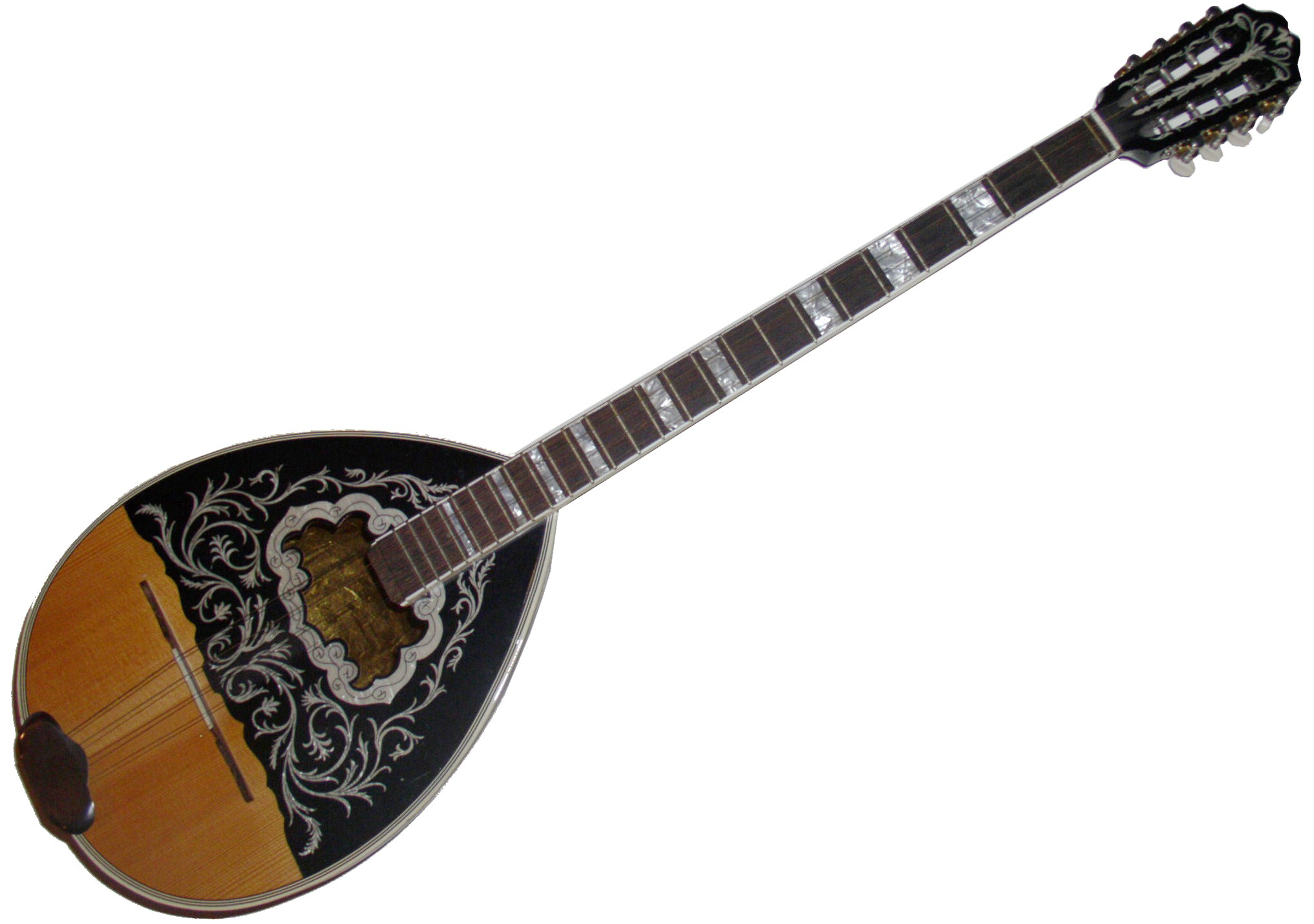
Um bouzouki.

O bouzouki é um instrumento de cordas da família do alaúde. Muito popular na música tradicional grega, seu nome derivado da palavra turca bozuk.  O instrumento não sofreu grandes alterações ao longo dos séculos. No século XX, por ser comum entre as classes mais baixas, foi perseguido, por uma suposta associação à criminalidade.[carece de fontes?]
A música tradicional relacionada com este instrumento - a rebetika - esteve, de fato, muito tempo ligada ao mundo prisional, resultando da adaptação da música rural, em geral designado por demotiki, às condições da população urbana vinda do campo e procurando trabalho na cidade. Embora o bouzouki se tenha transformado no instrumento mais característico da rebetika (proveniente embora da grande família balcânica das tambouras), a verdade é que a elementar baglama, que ainda hoje está para o bouzouki como a viola para a guitarra no fado, resulta da invenção de um instrumento que acompanhasse as canções dos presos, mas que tivesse simplicidade e dimensões que permitissem construi-la e escondê-la em prisões onde eram proibidas.
Hoje em dia afirma-se que tocar bouzuki e conseguir tirar do instrumento “o espelho da nossa alma” é privilégio que só alguns conseguem atingir. Originalmente o bouzouki tinha 3 cordas duplas com afinação mais comum DAD (Ré-Lá-Ré) (outras afinações, como Mi-Lá-Mi e Dó-Sol-Ré também poderiam ser usadas). Hoje em dia encontram-se bouzukis de 4 cordas duplas com afinação CFAD (Dó-Fá-Lá-Ré), o que permite fundir muita da técnica de guitarra na tradicional técnica das gerações. O bouzouki de 4 cordas é uma evolução muito recente, da metade do séc. XX, e os músicos mais adeptos do rebétiko costumam rejeitá-lo, preferindo o de 3 cordas, que serve melhor à música modal tradicional.

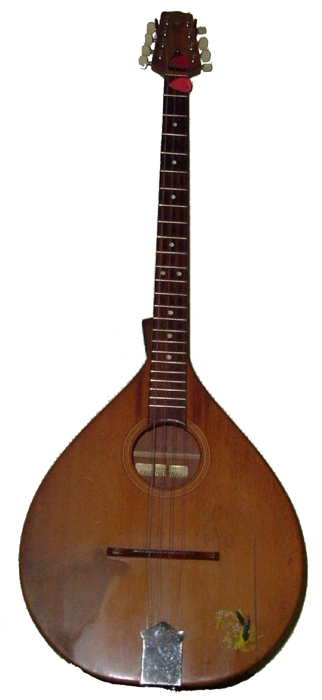
Um bouzouki irlandês.

A título de curiosidade, é frequente encontrar o bouzouki nas formações musicais irlandesas; tratando-se, contudo, de uma transformação do original grego, importado muito recentemente pelos grupos folk irlandeses.